# 高知県立幡多農業高等学校
高知県立幡多農業高等学校（こうちけんりつ はたのうぎょうこうとうがっこう）は、高知県四万十市に所在する公立の農業高等学校。

## 設置学科
- 園芸システム科（1学年あたり40名）
  - 園芸コース
  - ビジネスコース
  - アカデミーコース
- アグリサイエンス科（1学年あたり40名）
  - アグリコース
  - ビジネスコース
  - アカデミーコース
- グリーン環境科（1学年あたり40名）
  - 森林環境コース
  - 森林工学コース
  - アカデミーコース
- 生活コーディネート科（1学年あたり40名）
  - 生活教養コース
  - 健康福祉コース
  - アカデミーコース

## 沿革
- 1941年 - 高知県立幡多農林学校として創設。
- 1944年 - 私立幡多実業女学校を合併。
- 1948年 - 高知県立幡多農業高等学校と改称。
- 1954年 - 山奈分校を設置。
- 1960年 - 大月分校を設置。
- 1963年 - 高知県立幡多農工高等学校と改称、山奈分校が高知県立宿毛農工高等学校（現在の宿毛工業高）として独立。
- 1969年 - 高知県立幡多農業高等学校と改称。
- 1976年 - 大月分校を廃止。